# Almonacid de Zorita
Pour les articles homonymes, voir Almonacid.
Almonacid de Zorita est une commune d'Espagne de la province de Guadalajara dans la communauté autonome de Castille-La Manche.